# Заборона на смерть

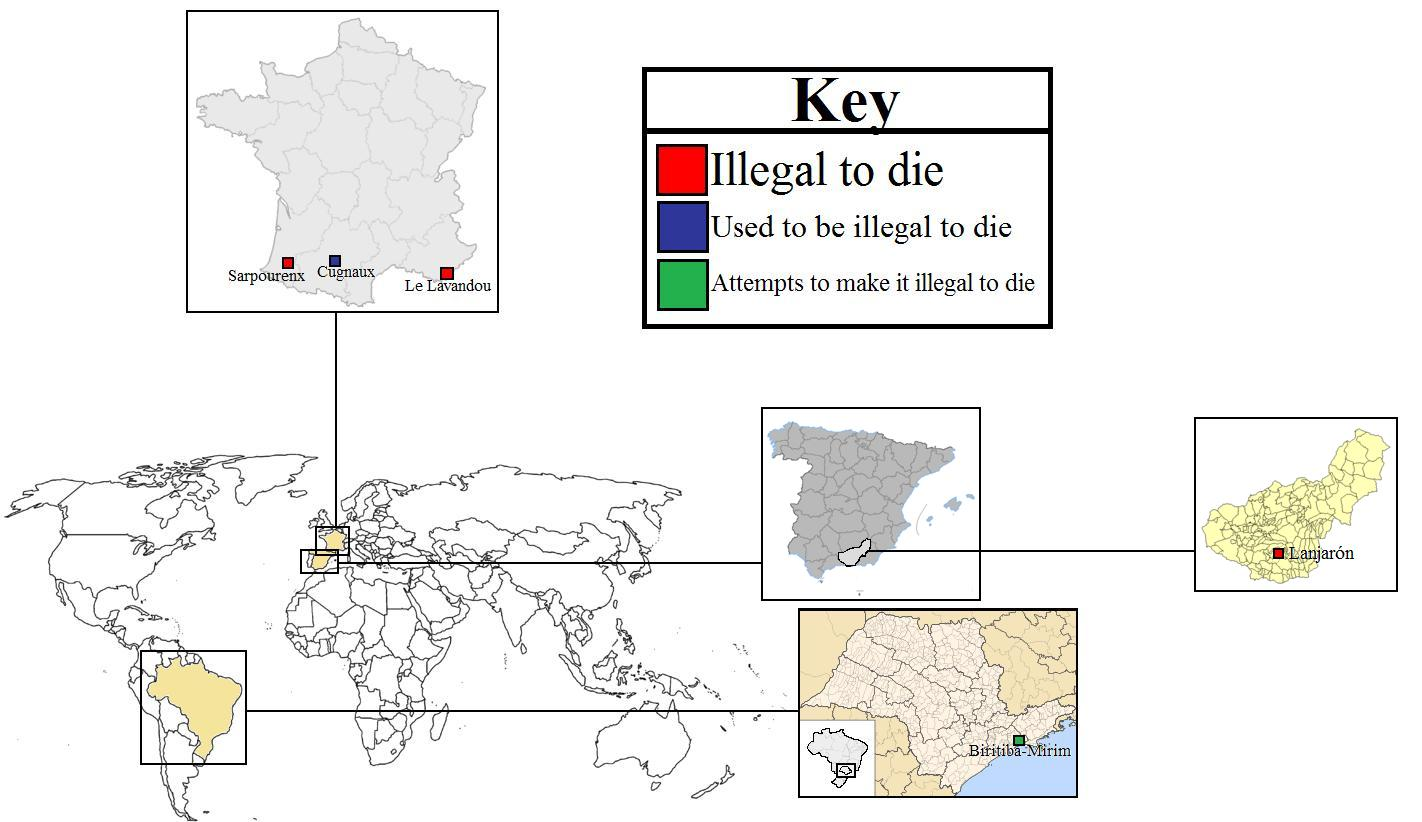
Червоним позначено місця, де заборонено вмирати, синім — де було заборонено вмирати, і зеленим де є спроби зробити заборону на смерть.

Заборона на смерть або заборона вмирати — це політичне і соціальне явище та табу, коли законодавство забороняє вмирати, як правило, у певній територіальній одиниці чи в певній будівлі, через екологічні або релігійні обставини.
Найдавніша заборона на смерть була в 5 столітті до нашої ери на грецькому острові Делос, на якому було заборонено вмирати на підставі релігії.
Сьогодні в більшості випадків заборона смерті є сатиричною відповіддю на несхвалення урядом проєктів про розширення міських кладовищ. В Іспанії є одне місто з забороною вмирати; у Франції було кілька поселень, у яких була заборонена смерть; а у Бірітіба Мірім, Бразилія, у 2005 році була зроблена спроба заборонити смерть.
Існує міф про заборону на смерть у королівських палацах Сполученого Королівства.

## У давнину

### Греція
Стародавні греки вважали острів Делос священним і святим місцем, і були вжиті різні заходи, щоб «очистити» острів і зробити його придатним для належного поклоніння богам. У 6 столітті до нашої ери тиран Пісістрат міста-держави Афіни наказав викопати та вийняти тіла з могил в межах видимості храму острова, і вивезти їх у місця за периметром. У 5 столітті до нашої ери за вказівкою Дельфійського оракула весь острів було очищено від усіх мертвих тіл, і всім було заборонено вмирати чи народжувати на острові.

## Сучасність

### Бразилія
У 2005 році мер міста Бірітіба-Мірім подав публічний законопроєкт про заборону на смерть тих людей, які живуть у місті. Хоча жодних конкретних покарань не було озвучено, мер має намір штрафувати родичів загиблих та навіть ув'язнювати їх, щоб отримати більше місця на кладовищі.
Основною причиною спроби прийняти такий закон із таким суворим покаранням є те, що 28 000 жителів міста не дбають про своє здоров'я належним чином, що робить їх більш уразливими до смерті, що означало б необхідність ховати більше трупів у вже заповнене кладовище. З моменту урочистого відкриття кладовища в 1910 році — в 3500 склепах і гробницях було поховано понад 50 000 людей. У листопаді 2005 року кладовище було оголошено заповненим, і 20 нещодавно померлих мешканців були змушені валятись в склепі, а кілька інших було поховано біля доріжок.
Мер, щоб підтримати свою незвичайну пропозицію щодо закону, заявив, що 89 % міста зайнято річками, більшість з яких підземні та є життєво важливими джерелами води для майже двох мільйонів людей, які проживають у Сан-Паулу, а решта території охороняється, оскільки складається з тропічних джунглів. Таким чином, громадська земля, яка в п'ять разів перевищує площу кладовища, була відведена, щоб забезпечити простір для нового кладовища, яке, як стверджують екологічні експерти, не вплине на рівень ґрунтових вод чи навколишній тропічний ліс. Рада з довколишнього серидовища вирішила ретельно проаналізувати таке рішення, тоді як уряд штату погодився допомогти побудувати нове вертикальне кладовище, але станом на  2005 рік нічого не було зроблено, а закон ще не прийнято, що залишає ситуацію в підвішеному стані.

### Франція
У трьох поселеннях на півдні Франції було заборонено вмирати. Мер міста Ле-Лаванду заборонив смерть у 2000 році після того, як дозвіл на будівництво нового кладовища було відхилено через екологічні проблеми. Він назвав новий підзаконний акт «абсурдним законом для протидії абсурдній ситуації». У 2007 році місто Кюньо також заборонило смерть з подібних причин і згодом отримало дозвіл на розширення місцевого кладовища. Натхненне успіхом Кюньо, місто Сарпуренкс повторило цей приклад у 2008 році.

### Японія
Острів Іцукусіма вважається священним місцем у синтоїстських віруваннях і є місцем святилища Іцукусіма, об'єкта Всесвітньої спадщини ЮНЕСКО. Чистота є дуже важливим предметом у синтоїстському поклонінні, і через це священники намагалися зберегти острів від «забруднення смертю». Відразу після битви при Міядзімі в 1555 році, єдиної битви, яка відбулася на острові, полководець який переміг наказав вивезти тіла полеглих військ на більші острови і очистити все поле битви від пролитої крові, настільки, що будівлі були протерті, а просочений кров'ю ґрунт був видалений з острова. Збереження чистоти святилища Іцукусіма настільки важливе, що з 1878 року поблизу храму забороняється вмирати чи народжуватися. Вагітним жінкам, як і невиліковно хворим або дуже літнім людям, чия смерть є неминучою, належить відступати на материк, коли наближається день пологів. Поховання на острові досі заборонені.

### Іспанія
Смерть заборонена в андалузькому місті Ланхарон. Село з 4000 мешканцями має залишатися під цим законом, поки держава не придбає землю для нового кладовища. Мер, який видав указ, пояснює, що новий дивний закон є його відповіддю політикам, які закликають його знайти швидке розв'язання довгострокової проблеми. Указ набув шаленої популярності серед жителів, навіть серед політичних опонентів мера, і більшістю був сприйнятий з гумором.

## Міфи

### Сполучене Королівство
У Сполученому Королівстві існує легенда, яка стверджує, що звичайним людям заборонено помирати у королівських палацах, наприклад, у Вестмінстерському палаці, на тій підставі, що кожен, хто помер у королівському палаці, технічно має право на державні похорони. Однак було доведено, що це міф, оскільки принаймні чотири людини (Гай Фокс, Волтер Релі, Спенсер Персеваль і Альфред Біллсон) померли на території Вестмінстерського палацу, не отримавши державного похорону. Натомість до 2013 року Коронер Дому Королеви мав юрисдикцію щодо розслідування смертей у королівських палацах, і часто було процедурно простіше використовувати звичайних коронерів, оголошуючи особу мертвою після прибуття до найближчої лікарні.